# Литос
Литос (на старогръцки: Λύττος), също и Ликтос (Λύκτος), е древен град-държава в източен Крит. Разположен е на тривърхо възвишение северно от планината Дикти, на 25 km югоизточно от днешен Ираклио. Макар и отдалечен от морето, градът разполага с пристанище, наречено Херсонес. До днес са запазени руини от акведукт и обществени сгради.
Литос е споменат от Омир в Илиадата, но най-ранните следи от живот на мястото датират от Архаическата епоха. Основателите му са дорийци, колонисти от Спарта.
Литос се издига през IV в. пр. Хр. като противник на Кносос. Завладян е от кнососците за кратко през 343 г. пр. Хр. и отново по време на войната от 221 г. пр. Хр. Тогава Литос е разрушен, но гражданите му го възстановяват. Градът преживява още един погром през 67 г. пр. Хр. при покоряването на Крит от римляните, но десетилетия по-късно, по времето на Страбон, все още съществува. От Литос до днес са се съхранили статуи на римските императори Траян и Марк Аврелий.